# Custo de qualidade
O custo de qualidade é a soma dos custos envolvidos no processo para se atingir os padrões de qualidade pré estabelecidos no projeto do produto ou serviço. É um sistema utilizado para identificação destes custos a fim de quantificar os componentes envolvidos na produção de produtos de alta ou baixa qualidade, na tentativa de reduzir ao máximo o custo total da produção.
Por um longo tempo, a administração associava a melhoria da qualidade ao aumento de custos, porém alguns cientistas da administração defendiam que com o aumento da qualidade aumentava-se também a produtividade, os custos totais poderiam ser reduzidos pela melhoria dos processos. Hoje percebe-se que os custos reais advêm da má qualidade do produto ou serviço.[carece de fontes?]
O custo de qualidade pode ser dividido em três partes.

## Custo de prevenção
Os custos de prevenção são caracterizados pelos esforços que determinada organização empenha na tentativa de evitar que produtos ou serviços apresentem defeitos durante ou ao final de seu processo de produção ou execução. Entre eles estão:
Custo de novos produtos ou análise de design: são custos incorridos no processo de engenharia de confiabilidade, melhorias de design e demais atividades realizadas para o lançamento de novos produtos ou serviços.
Planejamento de qualidade: atividades que são empregadas coletivamente para que sejam divulgados os procedimentos necessários em relação as ações de qualidade a todos os envolvidos.
Avaliação de qualidade do fornecedor: custos vindos da atividade de análise dos fornecedores antes de sua seleção, a exemplo das auditorias em fornecedores.
Qualificação de pessoal: proposta de execução de treinamentos para que os envolvidos no processo possam desenvolver suas funções com a melhor qualidade possível.
Relatórios de qualidade: resumo e publicação de informações sobre a qualidade.

## Custo de avaliação
São os custos (internos ou externos) relacionados a atividade de avaliação, detecção ou inspeção de qualidade do produto ou serviço para que os mesmos atendam aos requisitos especificados no projeto. Alguns dos custos incluídos neste item são:
Inspeções de recebimento: são análises técnicas e de laboratórios para se determinar a qualidade do material adquirido.
Inspeções de processo: os custos advindos da avaliação realizada durante o processo de produção ou execução do produto ou serviço. Neste momento é verificado a conformidade do processo.
Inspeções de testes finais: são os custos de verificação do produto para sua aceitabilidade.

## Custo de falhas
Estes custos correspondem aos produtos acabados que se encontram em não conformidade com o especificado no projeto. As reclamações de clientes e a força dispersa para atende-las entram neste tipo de custo. Aqui temos o custo de falha dividido em custo de falhas internas e custo de falhas externas.

### Custos de falhas internas
Custos gerados em virtude de falhas nos sistema de produção e que são identificados no período que compreende o pós produção, ou seja, a partir do produto acabado e vai até o momento que antecede a entrega do produto ao consumidor. São o cliente ter recebido o produto. São custos como devolução do produto, utilização da garantia, despesas legais provenientes de ações jurídicas e dos custos por compensações.